# Chapelle Saint-Patrice de Pierrevert
La chapelle Saint-Patrice est une chapelle romane située à Pierrevert dans le département des Alpes-de-Haute-Provence. 

## Histoire
La chapelle Saint Patrice est située sur une éminence entre Sainte-Tulle et le village de Pierrevert. 
Propriété du seigneur jusqu'à la vente des biens des émigrés, elle fut vendue en 1793 (27 thermidor an IV) aux sieurs Arène (ex-curés) et Achard. Cédée à la commune contre remboursement de 33,69 € (221 francs), elle devient ensuite propriété de la fabrique de la paroisse.
Elle a été donnée finalement à la commune en janvier 1957 par la famille Robert Tamisier à condition qu'elle retrouve son statut de chapelle. 
Réparée en 1958 par "Les Amis de Saint Patrice", elle a connu sa dernière restauration en 1997, menée par la municipalité et les "Amis de Jean Marie Plume".

## Architecture
C'est une construction d'environ 15 mètres sur 5 aux murs extérieurs soutenus par des contreforts.
Difficilement datable XIVe siècle. Elle présente des arcs légèrement brisés, de style roman tardif. 
Le chevet plat est orienté au Nord-Est.
Le clocher-arcade a été restauré en 1959.
L'arc de la porte en pierre de Mane est daté de 1835.
Fenêtres semi-circulaires dans l'abside, et oculus au-dessus de la porte.